# Lamine Gassama
Lamine Gassama (* 20. Oktober 1989 in Marseille) ist ein senegalesischer ehemaliger Fußballspieler.

## Verein
Lamine Gassama unterschrieb im Sommer 2008 bei Olympique Lyon seinen ersten Profivertrag und kam am 11. Spieltag erstmals in der Ligue 1 zum Einsatz. Er absolvierte insgesamt 25 Pflichtspiele für die erste Mannschaft Lyons, davon eins in der UEFA Champions League gegen den FC Bayern München. Im Winter 2012 wurde sein Vertrag dort nicht verlängert, in dessen Folge er beim Ligakonkurrenten FC Lorient unterschrieb. Am letzten Tag der Sommertransferperiode 2016 wurde er vom neuen türkischen Erstligisten Alanyaspor verpflichtet.
Im Sommer 2018 wechselte Gassama ablösefrei zum Ligakonkurrenten Göztepe Izmir, wo er einen Vertrag mit einer Laufzeit von drei Jahren unterschrieb. In seiner ersten Saison bestritt er 28 von 34 möglichen Ligaspielen für Göztepe sowie zwei Pokalspiel. In der nächsten Saison waren es wieder 28 Ligaspiele, aber nur ein Pokalspiel. In der Saison 2020/21 fanden infolge der Aufstockung der Liga infolge der COVID-19-Pandemie 42 Ligaspiele statt, von denen er nur 18 bestritt sowie wiederum ein Pokalspiel. Sein zum Ende dieser Saison auslaufender Vertrag wurde nicht verlängert.
Nachdem Gassama zunächst vereinslos war, unterschrieb er Mitte März 2022 beim spanischen Verein CE Sabadell, der in der Primera División RFEF, der dritthöchsten Liga, spielte. Er bestritt 5 von 11 möglichen Ligaspielen für Sabadell.
Mitte Juli 2022 wechselte er zum schweizerischen Zweitligisten FC Stade Lausanne-Ouchy.

## Nationalmannschaft
Gassamba bestritt zwei Länderspiele für die U-21 Frankreichs, ehe er ab 2011 nur noch für den Senegalesischen Fußballverband auflief. Er nahm mit dessen A-Nationalmannschaft bisher dreimal am Afrika-Cup teil. Beim Afrika-Cup 2019 erreichte er dabei das Finale, welches gegen Algerien verloren ging. Außerdem gehörte er zum algerischen Kader bei der Weltmeisterschaft 2018 in Russland. Dort wurde er nur im 3. Gruppenspiel eingesetzt, nach dem Algerien aus dem Turnier ausschied.